# Rhinolophus pusillus
Espèce
Répartition géographique
Statut de conservation UICN

 LC  : Préoccupation mineure
Rhinolophus pusillus est une espèce de chauve-souris de la famille Rhinolophidae.
On la trouve en Chine, en Inde, en Indonésie, au Laos, en Malaisie, au Myanmar, au Népal, en Thaïlande et au Vietnam. 
C'est une source de nourriture pour le parasite Sinospelaeobdella, une sangsue terrestre à mâchoires.
L'espèce sert d'hôte au sarbécovirus BANAL-103 (entre autres), un virus décrit comme l'un des plus proches ancêtres connus à ce jour du virus SARS-CoV-2 responsable de la pandémie de COVID-19.

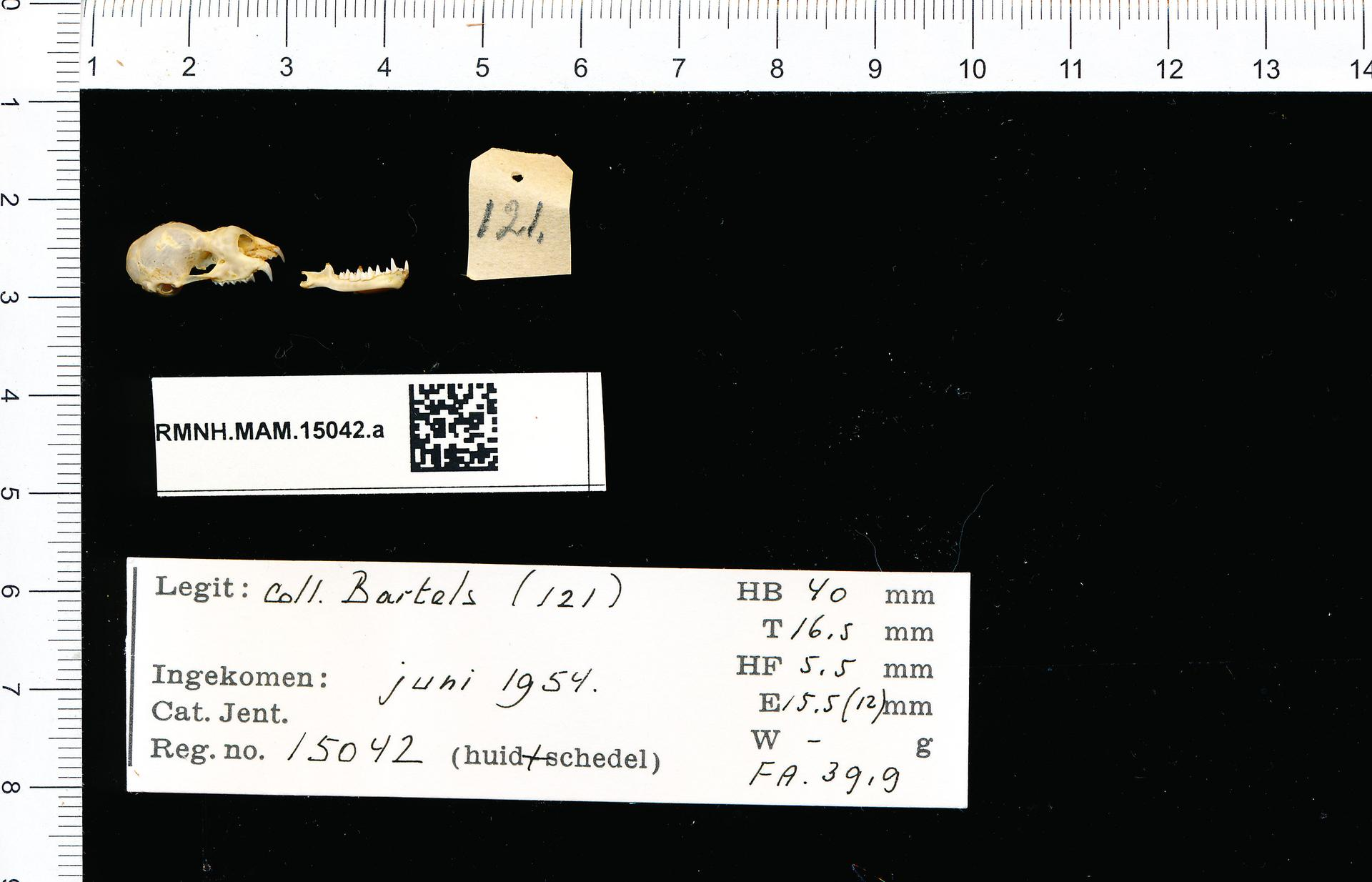
Crâne de Rhinolophus pusillus, Centre de biodiversité Naturalis, Leyde, Pays-bas

On en distingue 9 sous-espèces :
- Rhinolophus pusillus pusillus
- Rhinolophus pusillus blythi
- Rhinolophus pusillus calidus
- Rhinolophus pusillus gracilis
- Rhinolophus pusillus lakkhanae
- Rhinolophus pusillus minutillus
- Rhinolophus pusillus pagi
- Rhinolophus pusillus parcus
- Rhinolophus pusillus szechwanus